# Cutchogue
Cutchogue és una concentració de població designada pel cens dels Estats Units a l'estat de Nova York. Segons el cens del 2000 tenia 2.849 habitants.

## Demografia
Segons el cens del 2000, Cutchogue tenia 2.849 habitants, 1.120 habitatges, i 801 famílies. La densitat de població era de 135,8 habitants per km².
Dels 1.120 habitatges en un 27,6% hi vivien nens de menys de 18 anys, en un 62,3% hi vivien parelles casades, en un 6,7% dones solteres, i en un 28,4% no eren unitats familiars. En el 25,1% dels habitatges hi vivien persones soles el 13,9% de les quals corresponia a persones de 65 anys o més que vivien soles. El nombre mitjà de persones vivint en cada habitatge era de 2,48 i el nombre mitjà de persones que vivien en cada família era de 2,93.
Per edats la població es repartia de la següent manera: un 21,5% tenia menys de 18 anys, un 5,1% entre 18 i 24, un 24,7% entre 25 i 44, un 28,3% de 45 a 60 i un 20,5% 65 anys o més.
L'edat mediana era de 44 anys. Per cada 100 dones de 18 o més anys hi havia 94,9 homes.
La renda mediana per habitatge era de 65.469 $ i la renda mediana per família de 71.611 $. Els homes tenien una renda mediana de 51.103 $ mentre que les dones 34.432 $. La renda per capita de la població era de 35.042 $. Entorn del 2% de les famílies i el 5,6% de la població estaven per davall del llindar de pobresa.